# ترس کهن (فیلم)
ترس کهن فیلمی است جنایی، نئو نوآر و مهیج به کارگردانی گرگوری هابلیت که در سال ۱۹۹۶ ساخته شده‌است.

## داستان فیلم
یک پسر جوان متهم به قتل یک خیر است و حقیقت در مورد این قتل، زیر چندین لایه دفن شده‌است.

## جوایز
ادوارد نورتون برای این فیلم نامزد جایزه اسکار و برنده جایزه گلدن گلوب شد.